# Царство небеско
Царство небеско (грч. Βασιλεία τῶν Ουρανῶν — Basileia tōn Ouranōn) или Царство Божје (грч. Βασιλεία τοῦ Θεοῦ — Basileia tou Theou), основни је појам хришћанства и средишња тема поруке Исуса Христа. У католичкој и протестантској традицији се обично преводи као Краљевство Божје или Небеско краљевство.
У Новом завету се спомиње преко 100 пута, и то готово увек као парабола. Према Исусу, Царство небеско је у човеку, достиже се путем разумевања, постајањем налик детету и вршењем Божје воље.

## Назив
Проучаваоци Библије подсећају да је грчка реч „basileia“ превод хебрејске речи „malkuth“, која не значи царство или краљевство по територијалном принципу, већ пре означава владавину. Тако би „Βασιλεία τῶν Ουρανῶν“ дословно значило владавина небеса.

## Царство небеско
У хришћанству Царство небеско представља есхатолошку реалност; боравиште праведних и откупљених грешника; основни садржај хришћанске наде и вере. 
Прво и основно обележје Царства Божијег је вечност, а друго саборност - да читав Божији народ буде окупљен око Бога. 
Свети апостол Павле говори у Посланици Јеврејима: "Приступили сте гори сионској и Граду Бога Живога, Јерусалиму небескоме" (Јев 12,22-24), описујући приступање, тј. јединство земаљске Цркве, као предукус Царства Божијег, са небеском Црквом (Царство Божије), дајући и садржајни опис Царства, у коме се налазе, поред осталих, и "духови савршених праведника", тј. светитељи Божији. У Псалмима стоји: "Слави, Јерусалиме, Господа; хвали Бога свога, Сионе" (Пс 147,12), или пророка Јеремије у позиву Израиљу: "Умиј лице своје ода зла, Јерусалиме, да би се избавио" (Јер 4,14); исто говоре и речи Христове: "Јерусалиме, Јерусалиме, који убијаш пророке и засипаш камењем послане теби, колико пута хтедох да скупим чеда твоја, као што кокош скупља пилиће своје под крила, и не хтедосте" (Мт 23,37-38) - овде се, наравно, не мисли само на становништво Јерусалима, већ на сав јудејски и израиљски народ. 

## Галерија
- Икона Царства Божјег
- Фреска Светог кнеза Лазара, Црква Светог Александра Невског